# پرفکتوس اربی
پرفکتوس اربی (انگلیسی: Praefectus urbi) در روم باستان مسئول شهرداری یا پرفکت (بخشدار) شهر رم و بعد از تغییر پایتخت  شهر قسطنطنیه بود.